# ناأوكي موري (لاعب كرة قدم مواليد 1972)
ناأُوكي موري (باليابانية: 森 直樹) (5 مايو 1972 في ناغاساكي في اليابان – )؛ هو لاعب كرة قدم ياباني سابق كان يلعب كمدافع.

## وصلات خارجية
- ناأوكي موري على موقع رابطة كرة القدم اليابانية للمحترفين (اليابانية)
- ناأوكي موري على موقع عالم كرة القدم.نت (الإنجليزية)